# Sára Fekete
Sára Fekete (* 14. Mai 1991) ist eine ungarische Badmintonspielerin.

## Karriere
Sára Fekete wurde 2008, 2009 und 2010 ungarische Juniorenmeisterin. 2009 gewann sie auch das Slovak Juniors. Im gleichen Jahr gewann sie bei den Croatian Juniors 2009 Silber und bei den Czech Juniors 2009 Bronze. 2009, 2011 und 2012 war sie mit ihrem Team Multi Alarm SE Pécs bei den ungarischen Mannschaftsmeisterschaften erfolgreich. 2011 siegte sie bei den nationalen Titelkämpfen im Damendoppel, 2012 im Mixed. 2012 startete sie mit dem Team von Multi Alarm SE auch im Europapokal sowie mit der Nationalmannschaft bei der Mannschaftseuropameisterschaft.